# Gert Jan Timmerman
Gert Jan Timmerman est un joueur d'échecs néerlandais né le 15 avril 1956. 
Il est maître de la Fédération internationale des échecs depuis 1995 et grand maître international d'échecs par correspondance (ICCF) depuis 1986.

## Palmarès
Gert Jan Timmerman a remporté :
- la finale de la coupe ICCF 1987-1994 ;
- le quinzième Championnat du monde d'échecs par correspondance (1996-2002).

Il finit deuxième du tournoi mémorial Hans-Werner-von-Massow (1996-2002), à égalité de points avec le vainqueur V.M. Anton.